# АЭС Аско
АЭС Аско (исп. Central nuclear de Ascó) — действующая атомная электростанция на северо-востоке Испании в Каталонии. 
АЭС расположена на берегу реки Эбро в муниципалитете Аско провинции Таррагона в 60 км на юг от города Лерида.
АЭС имеет в своем составе  два реактора с водой под давлением (PWR) компании Westinghouse. Тип охлаждения - открытый и смешанный цикл (река Эбро).

## Инциденты
В ноябре 2007 года на реакторе энергоблока № 1 произошла авария, классифицированная 2-м уровнем по международной шкале ядерных событий (INES), – выброс радиации при загрузке топлива. Однако стало о ней известно лишь в марте 2008 года, когда была обнаружена повышенная радиоактивность в воздухе возле станции. За этот инцидент руководство АЭС было оштрафовано, а директор АЭС Аско уволен. Стоит отметить, что за период после аварии до обнаружения повышенной радиоактивности на станции побывали более полутора тысяч человек, включая несколько групп школьников, побывавших на станции с экскурсией. 23 апреля, вскоре после обнаружения роста радиации возле станции был задержан грузовик, вывозивший со станции мусор на свалку. И грузовик, и мусор оказались радиоактивными. Работа свалки была приостановлена.
23 сентября 2008 года была остановлена Аско-1 из-за утечки масла в одном из агрегатов.
20 июля 2009 года была остановлена Аско-1. Незапланированная остановка произошла автоматически после того, как самопроизвольно активировались два из четырех каналов для измерения потоков нейтронов. В момент остановки станция работала на 45% своей мощности, поскольку на ней проводились профилактические работы.

## Информация об энергоблоках
| Энергоблок | Тип реакторов   | Мощность | Мощность | Начало строительства | Физпуск    | Подключение к сети | Ввод в эксплуатацию | Закрытие |
| Энергоблок | Тип реакторов   | Чистый   | Брутто   | Начало строительства | Физпуск    | Подключение к сети | Ввод в эксплуатацию | Закрытие |
| ---------- | --------------- | -------- | -------- | -------------------- | ---------- | ------------------ | ------------------- | -------- |
| Аско-1     | PWR, W (3-loop) | 995 МВт  | 1033 МВт | 16.05.1974           | 16.06.1983 | 13.08.1983         | 10.12.1984          | —        |
| Аско-2     | PWR, W (3-loop) | 997 МВт  | 1035 МВт | 07.03.1975           | 11.09.1985 | 23.10.1985         | 31.03.1986          | —        |